# Leptolejeunea arunachalensis
Leptolejeunea arunachalensis är en bladmossart som beskrevs av Sudipa Das et D.K.Singh. Leptolejeunea arunachalensis ingår i släktet Leptolejeunea och familjen Lejeuneaceae. Inga underarter finns listade i Catalogue of Life.